# Eriesthis aequatoria
Eriesthis aequatoria är en skalbaggsart som beskrevs av Leon Fairmaire 1887. Eriesthis aequatoria ingår i släktet Eriesthis och familjen Melolonthidae. Inga underarter finns listade i Catalogue of Life.